# Március (keresztnév)
A Március férfinév latin eredetű, a Martius nemzetségnévből származik. Jelentése valószínűleg: Mars istennek szentelt.

## Gyakorisága
Az 1990-es években szórványos név, a 2000-es években nem szerepel a 100 leggyakoribb férfinév között.

## Névnapok
- június 30.[2]